# Технециевая кислота
Техне́циевая кислота́ (HTcO4) — кислота, образуемая технецием со степенью окисления +7.

## Свойства
Предыдущие 70 лет считалось, что в свободном виде кислота — тёмно-красные, почти коричневые кристаллы, хорошо растворимые в водной среде. Данные свойства вызывали недоумение у большинства химиков, работавших с технециевой кислотой . В 2021 году эта загадка нашла объяснение  — на самом деле в данной системе Tc(VII) становится частично неустойчивым, и в процессе частичного восстановления из технециевой кислоты образуется полиоксометаллат Tc(V)-Tc(VII) состава (H7O3)4[Tc20O68]4H2O, обладающий, тем не менее, сильными кислотными свойствами .
По активности кислота лежит между марганцевой и рениевой кислотой, но ближе к рениевой (то есть относительно малоактивна). При электролизе раствора кислоты выделяется оксид технеция(IV) — TcO2. По данным рентгено-структурного анализа твёрдая красная технециевая кислота представляет собой соединение, содержащее одновременно технеций(VII) и Tc(V) в составе кристаллов [3, стр. 97—99].

## Получение
Кислота может получаться растворением в воде высшего оксида технеция Tc2O7, который, в свою очередь, образуется при сгорании технеция в кислороде. Этот оксид также можно получить нагреванием в кислороде оксида технеция(IV).
Другим методом синтеза служит окисление диоксида технеция пероксидом водорода.
Также технециевая кислота образуется при окислении металлического технеция бромной водой, пероксидом водорода, кислотами-окислителями, в частности, 30 %-й азотной кислотой.

## Соли
Соли технециевой кислоты — пертехнетаты (иногда их называют менее правильно пертехнаты) (пертехнетат натрия NaTcO4, пертехнетат калия KTcO4, пертехнетат серебра AgTcO4, пертехнетат аммония NH4TcO4). Для технециевой кислоты не характерно образование труднорастворимых солей, так, растворимость KTcO4 равна 0,1 моль/л, а для NaTcO4 — 12 моль/л. Такое поведение связано с малым зарядом пертехнетат-аниона и особенностями его гидратации. Только соли серебра, таллия и некоторых гидрофобных органических катионов малорастворимы.

## Применение
Технециевая кислота и ее соли с цирконием и ураном способны к экстракции растворами, применяемыми при переработке отработанного ядерного топлива. Вследствие этого, они оказывают заметное влияние на протекание промышленного репроцессинга на таких крупных ядерных заводах, как РТ-1 ПО Маяк (РФ), UP-3 Ля Аг (Франция) и должны учитываться при разработке технологии переработки ОЯТ.
Растворимые соли технециевой кислоты, например, пертехнетат натрия, используются в ядерной медицине для введения в организм человека радиоактивного изотопа технеция 99mTc при радиоизотопной диагностике (в частности, сцинтиграфии).
Пертехнетаты также используются в металлургии, как антикоррозийные добавки к сталям, причем их эффективность на порядок превосходит антикоррозийное действие аналогичных ингибиторов коррозии, например, хроматов.